# Опорувек (Іновроцлавський повіт)
Опорувек (пол. Oporówek, нім. Wehrheim) — село в Польщі, у гміні Іновроцлав Іновроцлавського повіту Куявсько-Поморського воєводства.
Населення — 117 осіб (2011).
У 1975-1998 роках село належало до Бидгощського воєводства.

## Демографія
Демографічна структура станом на 31 березня 2011 року:
|          | Загалом | Допрацездатний вік | Працездатний вік | Постпрацездатний вік |
| -------- | ------- | ------------------ | ---------------- | -------------------- |
| Чоловіки | 62      | 12                 | 45               | 5                    |
| Жінки    | 55      | 7                  | 36               | 12                   |
| Разом    | 117     | 19                 | 81               | 17                   |